# Astragalus sabzakensis
Astragalus sabzakensis är en ärtväxtart som beskrevs av Christina Hedwig Kirchhoff. Astragalus sabzakensis ingår i släktet vedlar, och familjen ärtväxter. Inga underarter finns listade i Catalogue of Life.